# Darmhormonen
Darmhormonen zijn een groep hormonen die worden uitgescheiden door enteroendocriene cellen in het maag-darmkanaal. De functie van de verschillende darmhormonen verschilt. Sommige darmhormonen beïnvloeden de spijsvertering, andere stimuleren insulinesecretie door het pancreas. Er zijn ook darmhormonen zijn die invloed hebben op het hongergevoel.
Er zijn meer dan 50 verschillende darmhormonen bekend. Hieronder een selectie van de meest bekende:
- Bombesine
- Calcitonin gene-related peptide (CGRP)
- Cholecystokinine (CCK)
- Chromogranin A
- Enkephalines
- Enteroglucagon
- Fibroblast groeifactor 19 (FGF19)
- Galanine
- Gastrine
- Ghreline
- Glucagon-achtig peptide 1 (GLP-1)
- Glucagon-achtig peptide 2 (GLP-2)
- Glucoseafhankelijk insulinotropisch polypeptide (GIP)
- Groeifactoren
- Leptine
- Motiline
- Neuropeptide Y (NPY)
- Neurotensine
- Pancreatisch polypeptide
- Peptide YY (PYY)
- Secretine
- Serotonine
- Somatostatine
- Substantie P